# Lekebergs landsfiskalsdistrikt
Lekebergs landsfiskalsdistrikt var 1941–1964 ett landsfiskalsdistrikt i Örebro län, bildat som Edsbergs landsfiskalsdistrikt när Sveriges nya indelning i landsfiskalsdistrikt trädde i kraft den 1 oktober 1941, enligt kungörelsen den 28 juni 1941. Detta distrikt bildades genom sammanslagning av Fjugesta landsfiskalsdistrikt och Svartå landsfiskalsdistrikt som hade bildats den 1 januari 1918 när Sveriges första indelning i landsfiskalsdistrikt trädde i kraft. 1 januari 1952 ändrades distriktets namn till Lekebergs landsfiskalsdistrikt. Den 1 januari 1965 avskaffades i Sverige samtliga landsfiskaler och landsfiskalsdistrikt, och deras arbetsuppgifter delades upp på de nyskapade indelningarna polisdistrikt, åklagardistrikt och kronofogdedistrikt.
Landsfiskalsdistriktet låg under länsstyrelsen i Örebro län.

## Ingående områden
Kommunerna Nysund, Kvistbro och Skagershult hade tidigare tillhört Svartå landsfiskalsdistrikt och kommunerna Edsberg, Hidinge, Knista och Tångeråsa Fjugesta landsfiskalsdistrikt. När Sveriges nya indelning i landsfiskalsdistrikt trädde i kraft den 1 januari 1952 (enligt kungörelsen 1 juni 1951) ändrades distriktets namn och omfattning.

### Från 1 oktober 1941
Edsbergs härad:
- Edsbergs landskommun
- Hidinge landskommun
- Knista landskommun
- Kvistbro landskommun
- Nysunds landskommun
- Skagershults landskommun
- Tångeråsa landskommun

### Från 1 januari 1952
- Lekebergs landskommun
- Svartå landskommun